# Церква Ісуса Христа в Відуклі
Церква Ісуса Христа — католицька церква в містечку Відукля (Литва,Каунаський повіт, Расейняйський район).
Церква побудована Юзефом Гедройцом у 1806 році.
Зальний храм, має прямокутну форму, в церкві є дві ризниці та закрита вівтарня. Фасад церкви прикрашений вузькими пілястрами і трикутним фронтоном.На передній частині даху була побудована на початку XX ст. двоповерхова багатокутна вежа в неоготичному стилі.
Поруч із церквою знаходиться дерев'яна двоповерхова дзвіниця, з 1842 року. Дзвін був відлитий у 1644 році.
Церква оточена парканом з арочним ворота, побудованими в 1842—1845 рр.
Інтер'єр церкви оздоблений у неокласичному стилі.